# 피에로

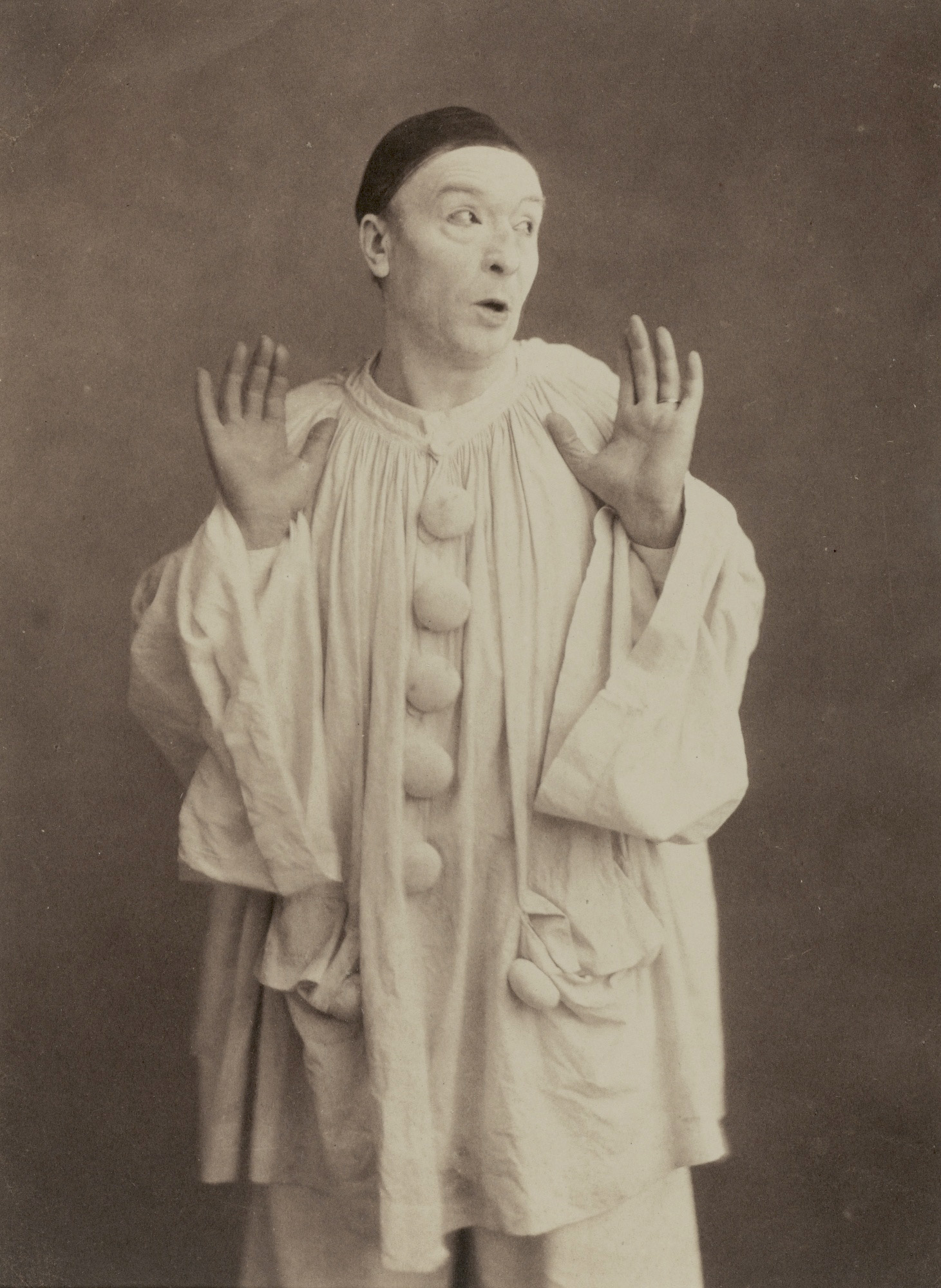
1855년 폴 르그랑(나다르 사진)

피에로(프랑스어: Pierrot) 또는 삐에로(프랑스어: Pierrot)는 광대의 일종으로, 연극에 주로 등장한다. 피에로가 다른 일반적인 광대와 구별되는 가장 큰 차이점은 슬픈 얼굴을 분장한다는 것에 있다. 

## 같이 보기
- 광대